# Complete (álbum de BtoB)
Complete es el primer álbum de estudio de la boyband surcoreana BtoB. Fue lanzado el 29 de junio de 2015 en Corea y contiene trece canciones en total: once nuevas canciones, una versión bonus track de «Shake it» del quinto miniálbum Move y una versión acústica de la canción debut «Insane».

## Lanzamiento
El 4 de junio de 2015, Cube Entertainment anunció que BTOB se lanzaría su primer álbum de estudio oficial el 29 de junio de 2015. Declararon que BTOB tendría una transformación de 180 grados en comparación con promociones anteriores de otros grupos. También afirmaron que esta transformación sería mostrar un lado más influenciada de la música.

## Promociones
El 28 de junio a las 23:00 KST, BTOB celebró un evento en vivo llamado «Since it's BTOB, it's okay» vía Naver Starcast, donde hablaron sobre el álbum y realizaron sus canciones por primera vez antes de su lanzamiento oficial. El título de la pista «It's Okay» encabezó varias listas en línea después de sólo unas pocas horas del lanzamiento.
BTOB hizo su reaparición oficial en espectáculos musicales el 1 de julio de 2015 con un funcionamiento previo de «It's Okay» en Show Champion. También realizaron Yo-Ho-Ho junto con la pista del título en M! Countdown, Show! Music Core e Inkigayo.
El 9 de julio de 2015, cuando estaban llevando a cabo «It's Okay» en M! Countdown, Lee Minhyuk se arrancó los pantalones haciendo un movimiento de danza. Reveló que llevaba ropa interior roja. El tema fue viral en SNS y BTOB ganó mucha atención. Del 15 al 18 de julio de 2015, Yook Sungjae tenía un horario personal en Nueva Zelanda y no podía realizar con los otros miembros. Sus partes fueron tomadas por Lee Minhyuk y Im Hyunsik.

## Lista de canciones
※ Los títulos marcados con negritas son nuevas canciones añadidas al álbum.
| N.º | Título                                                           | Letras                                                            | Música                                 | Arrangement                            | Duración |  |
| 1.  | «Complete (Intro)»                                               | E.ONE                                                             | E.ONE                                  | E.ONE                                  | 2:38     |  |
| 2.  | «괜찮아요» (Gwaenchanhayo; It's Okay)                            | Son Youngjin, Jo Sungho, Hong Seungsung, Lee Minhyuk, Jung Ilhoon | Son Youngjin, Jo Sungho                | Son Youngjin, Jo Sungho                | 4:12     |  |
| 3.  | «너나 잘 살아» (Neona Jal Sara; Live Well Youself)               | Bickssancho, Socrates                                             | Seo Jaewoo                             | Seo Jaewoo                             | 3:45     |  |
| 4.  | «북 치고 장구 치고» (Bok Chigo Jangu Chigo; One Man Show)        | Seo Jaewoo, Seo Yongbae, Lee Minhyuk, Jung Ilhoon                 | Seo Jaewoo, Seo Yongbae                | Seo Jaewoo, Seo Yongbae                | 3:42     |  |
| 5.  | «Summer Romance»                                                 | Bickssancho, FERDY, Lim Hyunsik                                   | Bickssancho, FERDY, Lim Hyunsik        | Bickssancho, FERDY                     | 3:41     |  |
| 6.  | «친구의 여자친구» (Chigu-eh Yeojachingu; My Friend's Girlfriend) | Jung Ilhoon, Lim Hyunsik, Lee Minhyuk                             | Jung Ilhoon, Lim Hyunsik               | Seo Jaewoo                             | 3:41     |  |
| 7.  | «꽃보다 그녀» (Kkotboda Geunyeo; Her Over Flowers)               | Jo Sungho, FERDY, Jung Ilhoon                                     | Jo Sungho, FERDY                       | Jo Sungho, FERDY                       | 3:23     |  |
| 8.  | «보고파» (Bogopa; I Miss You)                                    | Lim Hyunsik                                                       | Lim Hyunsik                            | Lim Hyunsik                            | 4:03     |  |
| 9.  | «어기여차 디여차» (Eogiyeocha Diyeocha; Yo-Ho-Ho)                | Seo Jaewoo, Bickssancho, CAESAR & LOUI, Lee Minhyuk               | Seo Jaewoo, Bickssancho, CAESAR & LOUI | Seo Jaewoo, Bickssancho, CAESAR & LOUI | 3:13     |  |
| 10. | «Open»                                                           | Lee Minhyuk, Jerry.L, Jung Ilhoon                                 | Lee Minhyuk, Jerry.L                   | Lee Minhyuk, Jerry.L                   | 3:17     |  |
| 11. | «비밀 (Insane) (Acoustic Ver.)» (Insane (Acoustic ver.))         | Seo Jaewoo, Seo Yongbae, Lee Minhyuk, Jung Ilhoon                 | Seo Jaewoo, Seo Yongbae                |                                        | 3:06     |  |
| 12. | «Shake It»                                                       | Lim Hyunsik, Jung Ilhoon                                          | Lim Hyunsik, Jung Ilhoon               | Lim Hyunsik, Jung Ilhoon               | 3:14     |  |
| 13. | «Everything`s Good 일훈 Solo (Outro)» (Ilhoon Solo)              | Jung Ilhoon                                                       | Jung Ilhoon                            | Jung Ilhoon, Lim Hyunsik, Son Youngjin | 4:05     |  |

## Personal
- Hong Seung-seong - productor ejecutivo
- Shin Jeong-hwa - productor ejecutivo
- Park Choong-min - supervisor ejecutivo
- No Hyeon-tae - director
- Im Sang-hyeok - supervisor musical
- Seo Jae-woo - A&R
- Jo Seong-joon - ingeniero de mezcla (M.Cube Studio)

## Historial de lanzamiento
| País          | Fecha               | Formato              | Discográfica                       |
| ------------- | ------------------- | -------------------- | ---------------------------------- |
| Corea del Sur | 29 de junio de 2015 | descarga digital, CD | Cube Entertainment Universal Music |